# Тикубусима
Тикубуси́ма (яп. 竹生島 тикубу-сима, «остров, рождающий бамбук») — остров в Японии на озере Бива. Принадлежит городу Нагахама префектуры Сига. Входит в число 8-ми красивейших видов озера Бива.
Береговая линия острова составляет около 2 км, площадь — 0,14 км², а высота над уровнем озера — 197 м. В геологическом строении острова преобладает гранит.
В средние века остров использовался соседними правителями в качестве места для ссылки непокорных.